# Elga Kern

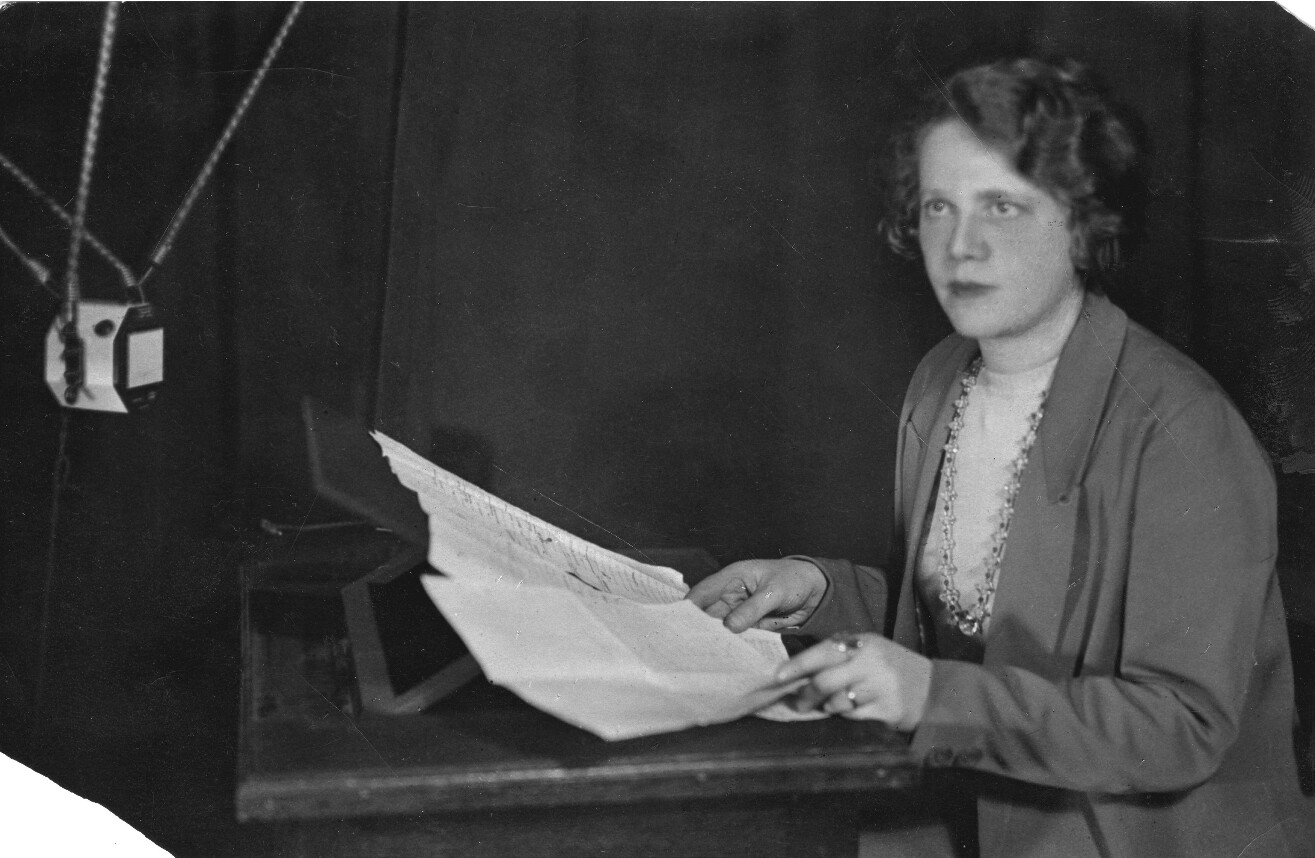
Elga Kern im Alter von 43

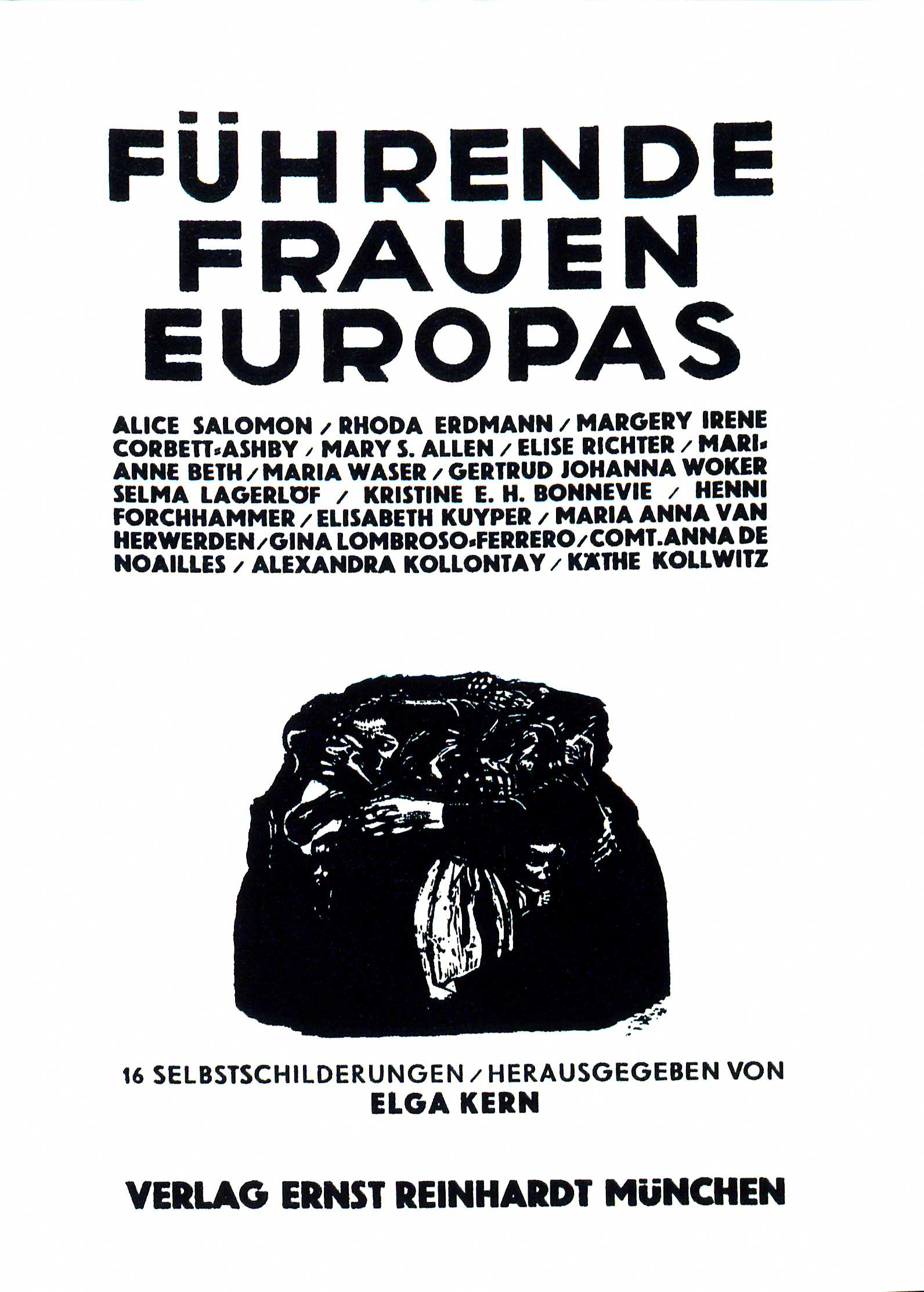
Elga Kern: Führende Frauen Europas (1928)

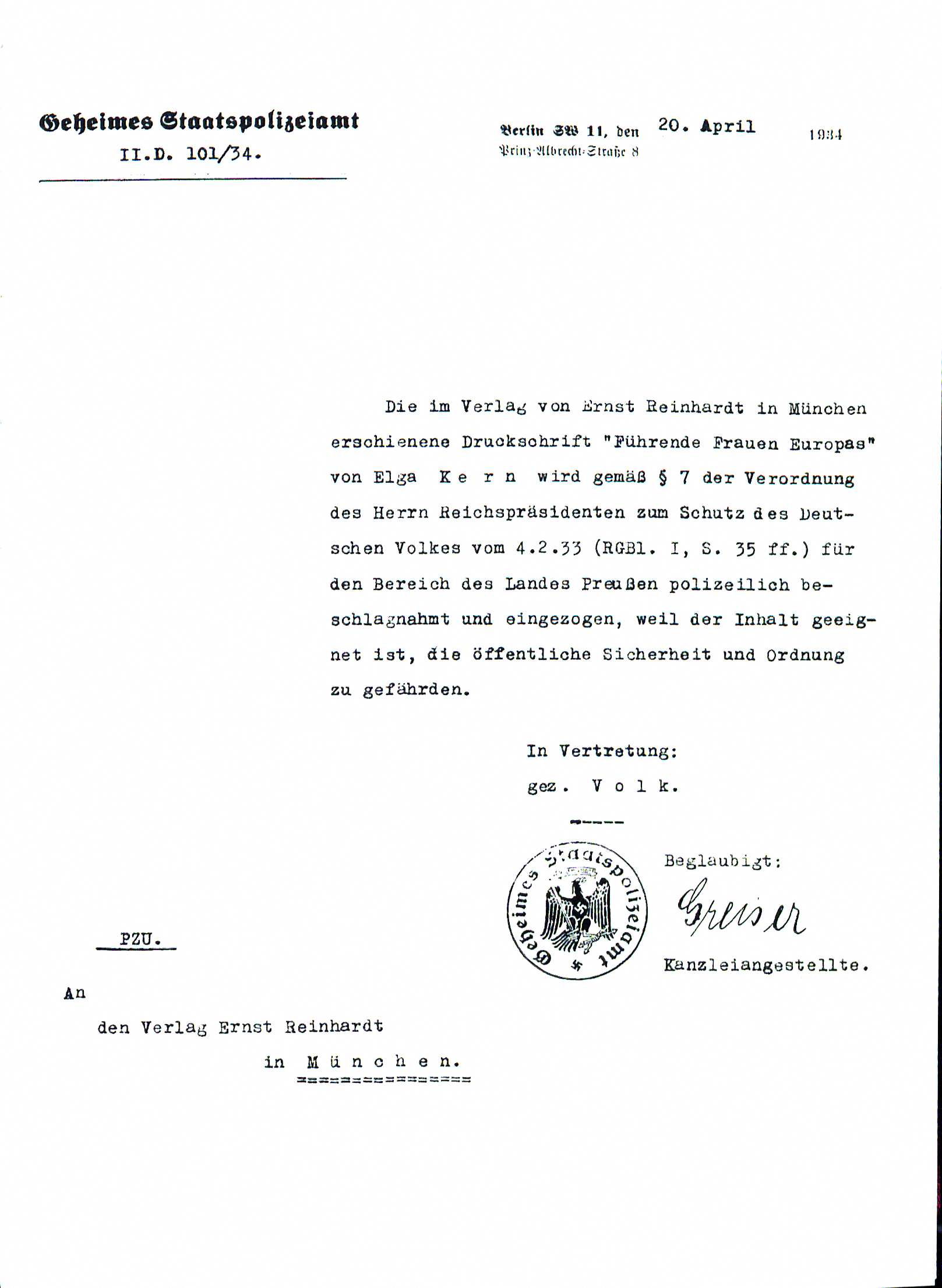
Bücherverbot 1934, ausgesprochen durch Hans Volk

Elga Gundela Kern (geboren als Elga Gundela Hochstätter 13. August 1888 in München; gestorben 30. Juli 1957 in Heidelberg) war eine deutsche Publizistin.

## Leben
Elga Kern studierte Biologie und wurde promoviert. Sie arbeitete als Publizistin und als Übersetzerin für polnische und französische Literatur. Über ihr Leben ist wenig bekannt. Kern hielt sich 1930 in Polen auf und erlernte die polnische Sprache. Wahrscheinlich ist sie nach der Machtübergabe an die Nationalsozialisten 1933 aus Deutschland emigriert. In Polen war sie nach 1933 an der Herausgabe einiger Bücher, darunter zwei deutscher Schulfibeln, und Übersetzungen beteiligt. Nach dem Zweiten Weltkrieg erfolgte ihre letzte Veröffentlichung in München im Jahr 1955.
Während ihres Aufenthalts in Polen wurde ein Mord an einer 17-Jährigen begangen. Hauptverdächtige war die Lebensgefährtin ihres Vaters Rita Gorgonowa. Der Fall wurde in Medien intensiv diskutiert, und Kern behauptete, dass der erste Prozess fehlerhaft gewesen sei. In der Revision wurde Gorgonowa zu acht Jahren Haft verurteilt.
Kern gab 1927 im Ernst Reinhardt Verlag ein Buch mit 35 Gesprächsprotokollen mit Prostituierten heraus. Zugrunde lagen Gespräche mit circa einhundert Prostituierten im Land Baden, die noch vor dem Inkrafttreten des Reichsgesetzes zur Bekämpfung der Geschlechtskrankheiten am 1. Oktober 1927 geführt worden waren. Kern wohnte zu der Zeit in Heidelberg. Sie hat diese Gespräche aufgezeichnet und in indirekter Rede wiedergegeben. In dem jeweiligen Interview hat sie auch einen Intelligenztest durchgeführt. Sie hat außerdem die Aussagen mit den Polizeiregistereinträgen abgeglichen und Auskünfte bei den Pfarrämtern der Herkunftsorte eingeholt. Jedem Gespräch hat sie einen Befund aus ihrem persönlichen Eindruck der Frauen beigefügt. Eine Bearbeitung und Veröffentlichung weiterer Details, von Kern als „Katamnesen“ bezeichnet, sollte zwei Jahre später erfolgen, was allerdings nicht geschah. Die Aufzeichnungen gingen offenbar später verloren.
Ebenfalls 1928 erschien ein Buch mit autobiografischen Skizzen von sechzehn Frauen in gesellschaftlich herausgehobener Stellung, die von Kern um einen Beitrag für das Buchprojekt gebeten worden waren. Das Buch erschien danach bis 1932 in drei weiteren Auflagen. 1930 folgte ein zweiter Band mit weiteren 25 Beiträgen; beide Bände wurden vom Verlag als Vierzig führende Frauen Europas beworben.
Kerns Bücher wurden im nationalsozialistischen Deutschland 1934 verboten; die Autobiografiebände wahrscheinlich deshalb, weil sie auch Beiträge von Jüdinnen und auch von Kommunistinnen enthielten.
Kurz nach dem Zweiten Weltkrieg wohnte Kern in Brüssel. Sie besuchte damals Polen und seine wiedergewonnenen Gebiete.
Im Jahr 1955 gab Kern im Verlag Reinhardt ein Buch mit Selbstzeugnissen von Intellektuellen der Gegenwart heraus. Von den 35 protokollierten Selbstaussagen der Prostituierten aus dem Jahr 1928 wurden 1985 von der Publizistin Hanne Kulessa 18 ausgesucht und herausgegeben. Der Verlag Emil Reinhardt gab zu seinem einhundertjährigen Bestehen 1999 eine Neuausgabe der Führenden Frauen Europas heraus, darin waren nurmehr 20 der 41 autobiografischen Beiträge enthalten.

## Schriften
- Uferwärts. 12 kleine Holzschnitte vom Untersee. Handdrucke v. Hugo Boeschenstein. Begleitwort (4 S.) von Elga Kern. Selbstverlag des Künstlers, Wangen 1926.
- Führende Frauen Europas, in sechzehn Selbstschilderungen, herausgegeben und eingeleitet von Elga Kern. Reinhardt, München 1928, OCLC 311131495.
- Führende Frauen Europas, neue Folge, in fünfundzwanzig Selbstschilderungen, herausgegeben und eingeleitet von Elga Kern. Ernst Reinhardt, München 1930, OCLC 25837884.
  - Führende Frauen Europas: Elga Kerns Standardwerk von 1928/1930. Neu herausgegeben und bearbeitet von Bettina Conrad und Ulrike Leuschner. Mit einem Vorwort von Edda Ziegler. Ernst Reinhardt, München / Basel 1999, ISBN 3-497-01480-X.
- Wie sie dazu kamen: 35 Lebensfragmente bordellierter Mädchen nach Untersuchungen in badischen Bordellen. Mit Faksimiles von Protokollen. E. Reinhardt, München 1928.
  - Wie sie dazu kamen: Lebensfragmente bordellierter Mädchen. Herausgegeben und mit Nachwort versehen von Hanne Kulessa. Sammlung Luchterhand, Neuwied 1985, ISBN 3-472-61585-0.
- Vom alten und neuen Polen: Mit 16 Wiedergaben nach Originalen von polnischen Künstlern. Rascher, Zürich / Stuttgart 1931.
- Niemcy wczorajsze i dzisiejsze. Towarzystwo Wydawnictw Perjodycznych, Warschau 1934 [Deutschland gestern und heute].
- Maria Dąbrowska: Nächte und Tage. Übersetzung Elga Kern. 1935 [Nachweis nur bei Kürschner].
- Marja Piłsudska: matka Marszałka: wizerunek życia. Nakładem Głównej Księgarni Wojskowej, Warschau 1935.
- Ola und Arno: Fibel für die erste Klasse der Volksschule: Deutsch und Polnisch. Mit Rudolf Kern, H Kraft, Ludwik Ryszard Bandura, Roman Wyspiański. Biblioteka Polska, Warschau 1937.
- (Hrsg.): Wegweiser in der Zeitwende. Selbstzeugnisse von Bertrand Russell … [u. a.] Reinhardt, München / Basel 1955.